# Savez žena filmskih novinarki
Savez žena filmskih novinarki (eng. The Alliance of Women Film Journalists, kratica: AWFJ) je neprofitna organizacija osnovana 2006. godine sa sjedištem u New Yorku. Cilj organizacije je podrška radu žena i o ženama u filmskoj industriji, ispred i iza kamere.
AWFJ se sastoji od 84 profesionalne filmske kritičarke, novinarke i spisateljice koje rade u tiskanim, televizijskim i online medijima. Britanski filmski institut opisuje AWFJ kao organizaciju koja prikuplja članke svojih članica (uglavnom sa sjedištem u SAD-u), dodjeljuje godišnje filmske nagrade i „podržava filmove žena i o njima."

## EDA nagrade
Počevši od 2007. godine, Savez svake godine dodjeljuje nagrade za najbolje (i najgore) na filmu, prema glasovanju svojih članica. Te se nagrade nazivaju EDA, u čast majke Jennifer Merin, osnivačice AWFJ, glumice Ede Reiss Merin. EDA je također akronim za Excellent Dynamic Activism. O ovim nagradama posljednjih godina izvještavaju brojni vodeći mediji, uključujući Time, USA Today i Variety, a također su uključene i na popise nagrada filmske kritike The New York Timesa . Godine 2007. AWFJ je objavio popis 100 najboljih filmova kao odgovor na reviziju Američkog filmskog instituta i njihovog popisa: 100 godina, 100 filmova AWFJ je kreirala svoj popis kako bi vidjela hoće li njihove članice složiti bitno drugačiju listu od Američkog filmskog instituta. 
Osim nagrada za postignuća koje se dodjeljuju bez obzira na spol (najbolji film, najbolja režija, najbolji originalni scenarij, najbolji adaptirani scenarij, najbolji dokumentarni film, najbolji animirani film, najbolja glumačka ekipa, najbolja montaža, najbolja filmska fotografija, najbolja filmska glazba i najbolji film koji nije na engleskom jeziku), tu su i EDA Female Focus Awards (najbolja žena redateljica, najbolja žena scenaristica, nagrada Kick Ass za najbolju žensku akcijsku zvijezdu, najbolja animirana žena, najupečatljivija izvedba, najbolja debitantica, Women's Image Award, nagrada Hanging in There za upornost, nagrada glumici koja prkosi dobi i dobnoj diskriminaciji, nagrada za životno djelo, nagrada za humanitarni aktivizam, nagrada Female Icon i nagrada za godišnje izvanredno postignuće žene u filmskoj industriji) i EDA Special Mention Awards (Dvorana srama, Glumica kojoj je najpotrebniji novi agent, Film koji ste htjeli voljeti, ali jednostavno niste mogli, Nezaboravni trenutak, Najbolji prikaz golotinje, seksualnosti ili zavođenja, Najveća razlika u godinama između glavnog lika i njegovog ljubavnog interesa, Najhrabrija izvedba, Najbolji skok od glumice do redateljice, nagrada Cultural Crossover, Nastavak ili remake koji nije trebao biti napravljen i Best of the Fest).